# Wapen van Westzaan

Het wapen van Westzaan

Het wapen van Westzaan werd op 26 juni 1816 bij besluit van de Hoge Raad van Adel in gebruik bevestigd aan de Noord-Hollandse gemeente Westzaan. Het wapen bleef in gebruik tot 1 januari 1974, toen de gemeente opging in de nieuw opgerichte gemeente Zaanstad. Het wapen van Zaanstad is afgeleid van hetzelfde wapen als dat van Westzaan.

## Blazoenering
De blazoenering van het wapen luidde als volgt:
Gevierendeeld, het eerste en vierde van keel beladen met een leeuw van zilver, het tweede en derde van zilver met een leeuw van keel.
De heraldische kleuren in het wapen zijn keel (rood) en zilver (wit). Niet vermeld is dat de leeuwen toegewend zijn, dus elkaar aankijken.

## Geschiedenis
Het wapen is afgeleid van dat van de voormalige ambachtsheerlijkheid en banne van Westsane en Crommenie. Deze voerde het wapen in omgekeerde kleuren, dus met een rode leeuw in een zilveren veld in I en IV, en een zilveren leeuw in een rood veld in II en III. Dit wapen was gelijk aan het wapen van Zaandijk. De vier leeuwen zijn vermoedelijk afkomstig uit het wapen van Jan van Beaumont, de jongere broer van Willem IV van Holland-Henegouwen, aan wie de heerlijkheid in 1304 beleend werd. De graven van Holland-Henegouwen voerden vier leeuwen in hun wapen. Het wapen van Jan van Beaumont had een barensteel. Het wapen van Westsane en Crommenie werd op 14 december 1602 officieel door de Staten van Holland en West-Friesland verleend. Westzaan, Westzaandam, Zaandijk, Wormerveer en Koog aan de Zaan voerden tot de Franse tijd alle hetzelfde wapen. Krommenie, dat in 1634 werd afgesplitst, voerde een variant. Na de oprichting van de gemeenten die hieruit zijn voortgekomen zijn de wapens iets aangepast, met uitzondering van dat van Zaandijk. Hoe deze wijzigingen tot stand zijn gekomen en waarom het wapen van de gemeente Westzaan gelijk is aan dat van Wormerveer is onbekend.

## Verwante wapens
Onderstaande wapens zijn eveneens afgeleid van het wapen van Holland-Henegouwen, een aantal van het wapen van de Banne van Westsane en Crommenie in het bijzonder:

Het wapen van de graven van Holland en Henegouwen, heren van het baljuwschap Blois
Het wapen van Beverwijk
Het wapen van Ilpendam
Het wapen van Koog aan de Zaan
Het wapen van Krommenie
Het wapen van Limmen
Het wapen van Uitgeest
Het wapen van Wormerveer
Het wapen van Zaandijk
Het wapen van Zaanstad
Het wapen van Zaandam